# 國家劇院 (奧斯陸)
國家劇院（挪威語：Nationaltheatret）是挪威最大的戲劇藝術表演設施之一，位於奧斯陸。

## 历史
挪威國家劇院的首次戲劇演出是在1899年9月1日，但劇院的歷史可以追溯至1829年。國家劇院的建築物本身也是挪威文化遺產。

## 外部連結
- 官方网站（挪威文）